# Ганф, Иосиф Абрамович
Иосиф Абрамович Ганф (И. Янг) (30 октября 1899, Полтава, Полтавская губерния, Российская империя — 1973, Москва, СССР) — советский художник-график, карикатурист, плакатист, иллюстратор. Член Союза художников СССР. Народный художник РСФСР (1964). Младший брат советского художника-графика, карикатуриста Юлия Абрамовича Ганфа.

## Биография
Родился в еврейской семье. Учился в Центральном училище технического рисования барона Штиглица в Петербурге (1918) и Высшем художественно-техническим институте (ВХУТЕИН) в Ленинграде в 1922—1926 годах у А. Т. Матвеева, П. А. Шиллинговского. С середины 1920-х годов занимался агитационным плакатом. С 1924 года работал в Москве в газете «Правда». Также работал иллюстратором ва газетах «Известия» и «Рабочая газета». С 1927 по 1933 годы рисовал политические карикатуры для сатирических журналов «Крокодил» и «Смехач».
В 1930—1931 годах входил в Объединение работников революционного плаката. С начала 1930-х годов сотрудничал с издательствами «Искусство» и ИЗОГИЗ, участвовал в выставках «Плакат на службе пятилетки» (1932), проходившей в Третьяковской галерее, и «Десять лет без Ленина по ленинскому пути» (1933). Плакаты подписывал псевдонимом «И. Янг» (от англ. Young, что значит «Младший»)
В 1930—1940-е годы исполнял эскизы для почтовых марок СССР. В 1950-е годы создавал эскизы медалей и значков.
Умер и похоронен в Москве, урна с прахом художника находится в колумбарии Нового Донского кладбища.

## Семья
- Старший брат — Иосиф Юлий Ганф (1898—1973) — советский художник-график, карикатурист. Народный художник РСФСР.
- Племянница — Наталья Юльевна Ганф (1926, Москва) — советская художница прикладного искусства.

## Творчество

### Плакаты
Писал плакаты с середины 1920-х до начала 1950-х годов:
- «Красные крылья — надёжная защита СССР. Записывайтесь в Общество друзей Воздушного флота» (1923—1925)
- «Заводы наши! Долой кражи! У наших заводов встанем на страже», «Не спи на работе! Работник этакий — может продрыхнуть все пятилетки», «Праздник прошёл — настал понедельник. Работать пора! Вставай бездельник!», «Разгильдяев с производства гони, наши машины портят они», "Долой пьяниц! Заявим громко… ", «Из рабочей гущи выгоним пьющих!», «Опытные рабочие, не издевайтесь над молодыми…», «Не опаздывай ни на минуту. Злостных вон! Минуты сложатся — убытку миллион», «Долой того, кто на заводе частную мастерскую себе заводит», «В общей работе к дисциплине привыкни. Симулянта разоблачи и выкинь», «Долой с предприятий кулачные бои! Суд разберёт обиды твои», «Перед машиной храбриться нечего, следи за безопасностью труда человечьего», «Прогульщика-богомольца выгоним вон! Не меняй гудок на колокольный звон!» (все 1929, совместно с А.И.Черномордиком)
- «Красная Армия — верный страж Страны Советов» (1930)
- «Под знаменем Ленина за советский Китай!» (1931)[2]
- «Комсомол! Овладевай авиационной техникой» (1932)
- «Женевский волейбол» (1932)
- «Мы стоим за мир и отстаиваем дело мира. …» (1939)
- «Религия — враг индустриализации» (1930-е)[5]

### Эскизы почтовых марок
Создал эскизы нескольких выпусков почтовых марок СССР 1930-е годы:
- 15-летие гибели 26-ти Бакинских комиссаров (1933, в соавт.)
- 10-летие гражданской авиации СССР (1934, в соавт.)
- Памяти погибших стратонавтов (1934, в соавт.; в 1944 году те же эскизы использовались к 10-летней годовщине гибели)
- 10-летие со дня смерти В. И. Ленина (1934, в соавт.; в 1944 году те же эскизы использовались к 20-летию смерти В. И. Ленина)
- Антивоенная серия — к 20-летию начала Первой мировой войны (1935)
- 20-летие Октябрькой революции (1937)
- Павильон СССР на Международной выставке в Париже 1937 г. (1938, в соавт.)
- Выборы в Верховные советы союзных республик (1938)

«Антивоенная серия» (1935), художник И.Ганф
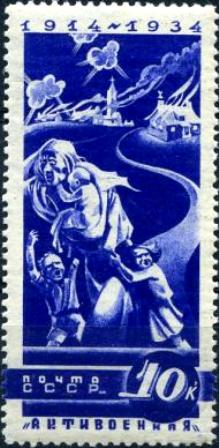
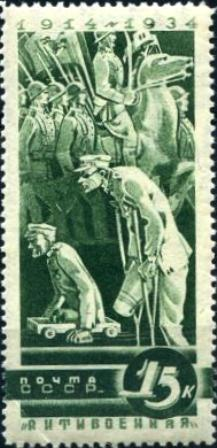
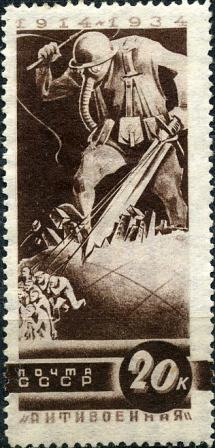
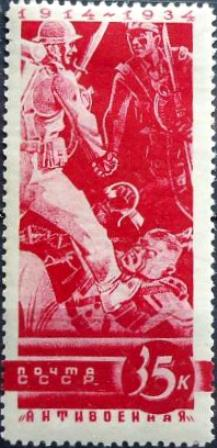

### Эскизы орденов и медалей
- Мать-героиня (СССР) (1944)

## Награды и премии
- Заслуженный деятель искусств РСФСР.
- Народный художник РСФСР (1964)[1][3].